# ESL (기업)
ESL(ESL Gaming GmbH, 과거 명칭: 일렉트로닉 스포츠 리그/Electronic Sports League)은 독일의 E스포츠 조직 단체이자 프로덕션 기업으로, 전 세계 비디오 게임 대회를 주최한다. ESL은 2015년 세계 최대의 이스포츠 기업이었으며 현재까지 운영 중인 가장 오래된 이스포츠 기업이다. 독일 쾰른에 위치해 있으며 11곳의 오피스와 여러 국제 TV 스튜디오를 글로벌로 보유하고 있다. ESL은 트위치에서 방송하는 최대 이스포츠 기업이다.